# Панама на Светском првенству у атлетици у дворани 2012.
Панама је седми пут учествовала на Светском првенству у атлетици у дворани 2012. одржаном у Истанбулу од 9. до 11. марта. Репрезентацију Панаме представљао је један такмичар, који се такмичио у трци на 60 метара.
Панама није освојила ниједну медаљу али је њихов такмичар два пута оборио лични рекорд са истим резултатом.

## Учесници
Мушкарци:
- Матео Едвард — 60 м

## Резултати

### Мушкарци
| Атлетичар    | Дисциплина | Лични рекорд | Квалификација | Квалификација | Полуфинале | Полуфинале | Финале               | Финале       | Детаљи |
| Атлетичар    | Дисциплина | Лични рекорд | Резултат      | Место         | Резултат   | Место      | Резултат             | Место        | Детаљи |
| ------------ | ---------- | ------------ | ------------- | ------------- | ---------- | ---------- | -------------------- | ------------ | ------ |
| Матео Едвард | 60 м       |              | 6,91 кв, ЛР   | 4. у гр. 5    | 6,91 ЛР    | 6. у гр. 3 | Није се квалификовао | 21 / 57 (61) |        |